# Дюнс
Дюнс (нім. Düns) —  містечко та громада округу Фельдкірх в землі Форарльберг, Австрія.
Дюнс лежить на висоті 753 м над рівнем моря і займає площу  3,47 км². Громада налічує 377 мешканців. 
Густота населення 109/км².  
Округ Фельдкірх лежить на самому заході Австрії, на кордонах із Швейцарією та Ліхтенштейном. Це високорірний альпійський регіон. Населення округу, як і всього Форальбергу, розмовляє алеманським діалектом німецької мови, а тому ближче до швейцарців, ніж до населення більшої частини Австрії, яке розмовляє баварсько-австрійським діалектом. Округ, основною індустрією якого є туризм, має розвинуту мережу сполучення, численні гірськолижні траси й спортивні курорти з готелями та іншою інфраструктурою. 
|                               |
| Дюнс на мапі округу та землі. |

Адреса управління громади: HNr. 11, 6822 Düns. 

## Демографія
Історична динаміка населення міста за даними сайту Statistik Austria